# میتسوماسا یونای
یونای میتسوماسا (به ژاپنی: 米内 光政, Yonai Mitsumasa); ۲ مارس ۱۸۸۰ – ۲۰ آوریل ۱۹۴۸ نخست‌وزیر ژاپن، سیاستمدار اهل ژاپن بود.
وی همچنین برندهٔ جوایزی همچون نشان بادبادک طلایی شده‌است.